# Montigny-le-Bretonneux (tổng)
Tổng Montigny-le-Bretonneux là một tổng của Pháp, tọa lạc tại tỉnh Yvelines trong vùng Île-de-France của Pháp.

## Phân chia hành chính
Tổng Montigny-le-Bretonneux bao gồm deux communes:
- Guyancourt: 28 600 dân,
- Montigny-le-Bretonneux: 35 216 dân (thủ phủ của tổng),